# Борецкая, Марфа
Ма́рфа Боре́цкая (известна как Ма́рфа-поса́дница, в различных источниках указывается отчество Семёновна или Ивановна) — одна из лидеров новгородской оппозиции к Ивану III.
Марфа выступала за независимость Новгорода от Москвы и сближение с Литвой. Потеряла земли и богатство в результате поражения Новгорода в московско-новгородской войне 1477—1478 годов, была увезена из Новгорода, впоследствии приняла постриг и умерла в монастыре или была казнена.

## Биография
Сведения о начальном периоде жизни Марфы в сохранившихся источниках крайне скудны. Известно, что она происходила из боярского рода Лошинских и что она дважды выходила замуж. Первым мужем был боярин Филипп, в браке родилось двое сыновей, Антон и Феликс, которые утонули на Карельском берегу Белого моря. Вторым её мужем был новгородский посадник Исаак Борецкий. Формально Марфа Борецкая никогда не была правительницей. Бытует мнение, что подобное прозвище «было просто злой насмешкой москвичей над государственным строем самобытной республики». Тем не менее в соответствии с нормами древнерусского языка слово «посадница» означало лишь жену посадника и, в строгом понимании этого слова, прозвищем не являлось. «Посадницей» Марфа была по второму мужу — Исааку Борецкому.
Будучи вдовой богатого землевладельца и сама владевшая обширными наследственными землями по берегам Двины и Студёного моря, она постоянно увеличивала свои владения за счёт собственных «прикупов» и земель, колонизированных с её ведома или по её распоряжению представителями вотчинной администрации. К 70-м годам XV века по размерам своих владений Марфа являлась единственной в своём роде вотчинницей, не сравнимой с другими новгородскими боярами (Есиповыми, Овиновыми и др.). Считают[кто?], что по величине собственности Марфа к концу XV века была третьей после новгородского владыки и монастырей. Марфа Борецкая впервые появляется на политической сцене Новгорода в 1470 году во время выборов нового архиепископа Новгородского. Поддерживаемый ею Пимен не получает сан, а избранного Феофила посвящают в Москве, а не в Киеве, как того хотела литовская партия.
Марфа и её сын, новгородский степенный посадник Дмитрий, в 1471 году выступали за выход Новгорода из зависимости от Москвы, установленной Яжелбицким миром (1456). Марфа была неформальным лидером боярской оппозиции к Москве, её поддерживали ещё две знатные новгородские вдовы: Анастасия (жена боярина Ивана Григорьевича) и Евфимия (жена посадника Андрея Горшкова). Марфа, располагавшая значительными денежными средствами, вела переговоры с великим князем литовским и королём Польши Казимиром IV о вступлении Новгорода в состав Великого княжества Литовского на правах автономии при сохранении политических прав Новгорода.
Узнав о переговорах о присоединении Новгорода к Великому княжеству Литовскому, великий князь Иван III объявил войну Новгородской республике и в Шелонской битве (1471 год) разбил армию Новгорода. Дмитрий Борецкий был казнён как политический преступник. Однако, право Новгорода на самоуправление в его внутренних делах было сохранено. Марфа, несмотря на смерть сына и действия Ивана III, продолжила переговоры с Казимиром, который обещал ей поддержку. Возник конфликт между литовской и московской партиями, о котором стало известно Ивану III.
В 1478 году в ходе нового военного похода Иван III окончательно лишил Новгородские земли привилегий самоуправления, распространив на них власть самодержавия. В знак упразднения новгородского веча вечевой колокол увезён в Москву, выносились приговоры влиятельным горожанам. Земли Марфы были конфискованы, её с внуком Василием Фёдоровичем Исаковым сначала привезли в Москву, а затем выслали в Нижний Новгород, где постригли в монахини под именем Марии в Зачатьевском (с 1814 года — Крестовоздвиженский) монастыре, в котором она и умерла в 1503 году. По другой версии, Марфа умерла или была казнена по дороге в Москву в селе Млеве Бежецкой пятины Новгородской земли. В 1841 году известный публицист П. И. Мельников-Печерский сообщил о том, что обнаружил в Нижнем Новгороде перепись прихожан церкви Иоанна Предтечи, в которых среди прочих упоминалось имя Марфы, бывшей посадницы Великого Новгорода.
В московских летописях Марфа Борецкая сравнивается с Иезавелью, Далилой, Иродиадой и императрицей Евдоксией. В качестве обвинений в её адрес называют желание вступить в брак с «литовским паном», чтобы владеть Новгородом после его присоединения к Литовскому княжеству. В народных новгородских преданиях Марфа Борецкая предстаёт в образе властной правительницы, карающей самодержицы. Легенда рассказывает, что узнав о гибели сыновей от первого брака в Заонежье, Марфа приказала сжечь там ряд деревень.

## Марфа Борецкая и Зосима Соловецкий
Житие Зосимы Соловецкого рассказывает, что преподобный Зосима Соловецкий, основатель Соловецкого монастыря, предсказал падение Марфы Борецкой. Это пророчество Зосима оставил при посещении Новгорода во время конфликта монастыря и Новгородской республики в отношении прав монастыря на рыбную ловлю. Марфа один раз выгнала преподобного из Новгорода, и он предрёк: «Настанет время, когда жители этого дома не будут ходить по своему двору; двери дома затворятся и уже не отворятся; этот двор опустеет». Через некоторое время по приглашению архиепископа Феофила Зосима вновь посетил Новгород, и Марфа, раскаявшись, принимала его в своём доме. Она дала Соловецкому монастырю грамоту о правах на тони (места для рыбной ловли). Согласно исследованиям В. А. Бурова, данный документ не мог быть выдан Марфой, а является поздней подделкой соловецких монахов.

## Дом Марфы-посадницы
В XIX веке в Великом Новгороде было несколько руин, которых молва отождествляла с разрушенными палатами Марфы-посадницы. Так, на углу улиц Большой Московской и Рогатицы сохранились руины кирпичного здания, которое долгое время считались палатами Марфы. Впрочем, как позднее установил В. Л. Янин, дом на Большой Московской был построен в конце XVI в. на участке купца Андрея Тараканова. По другой версии палаты Марфы находились не на Торговой, а на Софийской стороне.

## «Могила Марфы-посадницы»
В 1815 году на погосте в деревне Млёво была обнаружена каменная плита (судя по первому знаку даты, не ранее 1492 года) с надписью: «Лета 7… положенася преставися раба Божия Марфа напа…», а под ней, по некоторым данным, кирпичный свод-склеп. Распространилась версия, связывающая эту плиту с могилой Марфы Борецкой; к ней скептически отнеслись уже Н. М. Карамзин и С. В. Максимов. Установлено, что селом Млёво владела «Марфа Васильева жена Розстригина» и эта могила может принадлежать ей. Существует также версия, согласно которой плита представляет собой неиспользованную прижизненную заготовку с недописанной датой и стандартными словами «на память» (обычно указывалось имя святого, на память которого умер погребённый).
К началу XX века вокруг «могилы Марфы-посадницы» (при участии много писавшего о ней Н. К. Рериха) сложился культ, на неё начались паломничества, появились рассказы о чудесах; сейчас она является популярным туристическим объектом.

## В искусстве
- Марфа-посадница, или Покорение Новагорода — историческая повесть Николая Карамзина[19].
- Персонаж романа Николая Полевого «Клятва при гробе Господнем. Русская быль XV века» (1832).
- Марфа-Посадница — фильм 1910 года.
- Телесериал «София» (2016), режиссёр Алексей Андрианов. В роли Марфы Борецкой — Лидия Байрашевская.
- Марфа Посадница — стихотворение Сергея Есенина.
- Марфа-посадница — роман Дмитрия Балашова (1972).
- Плач Марфы-посадницы — песня Александра Городницкого (1959).
- Вдовий плат — повесть Бориса Акунина (2016).
- Марфа, посадница Новгородская — историческая трагедия в стихах Михаила Погодина (1830).
- Новгородская вольница — роман Николая Гейнце (1895).